# Amadeo Labarta
Amadeo Labarta Rey (Pasaia, 31 marzo 1905 – 30 luglio 1989) è stato un calciatore spagnolo, di ruolo centrocampista.

## Carriera

### Club
Ha sempre giocato nel campionato spagnolo.

### Nazionale
Ha collezionato tre presenze con la propria Nazionale.